# 新杰克摇摆
新傑克搖擺（英語：New Jack Swing，簡稱NJS），又稱新貴搖擺，是一种R&B和嘻哈樂融合的曲风，流行于1980年代后期至1990年代初期。这种曲风融合了嘻哈风格的鼓机荡拍（swingbeats）伴奏和当代R&B的唱腔。
“New Jack Swing”这个词由电影制作者Barry Michael Cooper创造，他曾经为《New Jack City》、《Above the Rim》等几部老派嘻哈题材的影片写过剧本，他在1987年10月18日一期《城镇之音》的封面故事中提到了这个词。《韦氏大词典》将New Jack Swing定义为“由黑人音乐家进行演绎的流行音乐，通常融合了爵士、放克、说唱和R&B”。《大英百科》将其定义为“...流行风格的R&B音乐”。
1987年，美国R&B艺人Keith Sweat发行了个人首张专辑《Make It Last Forever》，其中的主打單曲"I Want Her"震动了全美歌坛，在这之前还没有过R&B唱法同嘻哈风格节奏的融合，这张专辑迅速取得了双白金销量，"I Want Her"也成为白金热门单曲，這首歌讓R&B界以新杰克摇摆風格為代表的新時代開啟，也令这张专辑的制作人，Guy乐队的Teddy Riley成為新杰克摇摆最伟大的革新者。此后直到90年代初期的R&B界，新杰克摇摆占据了主导地位。该音乐风格还有另一組具代表性的制作人Jimmy Jam and Terry Lewis，他們以制作珍娜·傑克森的专辑聞名。
1990年，流行天王麥可·傑克森录制专辑《危險之旅》时，他想为自己的新专辑带来一点不同的声音，于是找来了Teddy Riley。《危險之旅》于1991年发行后在全球卖出超过3000万张，成为最成功的新杰克摇摆专辑。